# Leptopelis concolor
Leptopelis concolor es una especie de anfibios de la familia Arthroleptidae.
Habita en Kenia, Somalia y Tanzania.
Su hábitat natural incluye sabanas secas, sabanas húmedas, marismas de agua fresca, jardines rurales y zonas previamente boscosas muy degradadas.